# ReStructuredText
reStructuredText est un langage de balisage léger utilisé notamment dans la documentation du langage Python.
L'extension associée est parfois indiquée comme étant RST. L'analyseur syntaxique de référence est implémenté comme élément Docutils du cadre d'application du langage de programmation Python, mais d'autres implémentations existent par ailleurs (par exemple Pandoc en Haskell ou JRst en Java).
reStructuredText permet d'exporter dans notamment les formats HTML, XML, LaTeX, ODF.

## Quelques exemples
Entêtes :
```
Titre 1

=======

Sous-titre

----------

```

Listes :
```
-
 Un élément

-
 second élément

  
-
 Un sous-élément

-
 Troisième élément

```

```
1)
 Une liste numérotée

2)
 Second élément de la liste numérotée

   
a)
 Sous-élément

      
i)
 Sous-sous-élément

3)
 Troisième élément

```

```
#)
 Un autre élément de liste numérotée

#)
 Second élément

```

Liens nommés :
```
Une phrase avec un lien vers Wikipedia et le 
`Linux kernel archive`
.

..
 
_Wikipedia :
 http://www.wikipedia.org/

..
 
_Linux kernel archive :
 http://www.kernel.org/

```

Liens anonymes :
```
Une autre phrase avec un 
`lien anonyme vers le site de Python`__
.

__ http://www.python.org/

```